# 副现象主义
副现象主义（ Epiphenomenalism ）属于一种身心哲学，认为基本的物理事件（包括感觉器官、神经冲动和肌肉收缩）与精神事件（思想、意识和认知）之间存在着单方面的因果关系。心理事件完全取决于物理机能，自身没有独立的存在或因果效力——仅仅是一个表象（appearance）。恐惧似乎会让心跳加快，但副现象主义的认为，导致心跳加快的是神经系统的状态。心理事件是一系列不能引发任何物理事件的溢出（overflow），具有非物理的属性，因此副现象主义也被看作是一种属性二元论。

## 历史源流
在十七世纪，勒内·笛卡尔提出：动物都受制于自然界的机械法则。他捍卫“自动行为”学说，它指的是那种缺少意识思维的行为表现。笛卡尔考察了非物质性的思想和物质性的身体之间的作用方式。他提出了一种交互模型（1649），断定身体是通过松果腺与心灵相关的。 拉美特利、莱布尼茨和斯宾诺莎都以各自的方式展开思考，但大体思路都是一致的。拉美特利（1745）认为，即便动物有意识，行为的运作也不会因此而加入什么新东西。这一观点后来由卡巴尼斯（1802）、霍奇森（1870）和赫胥黎（1874年）进一步解释完善。  
赫胥黎赞同笛卡尔的观点，认为行为完全是由物理机制决定的，但他也相信人类享有智慧的生活。 1874年，赫胥黎在不列顛科學協會的主席演讲中说，动物是“有意识的自动机”。赫胥黎还认为心理变化是物理变化的附属物，他把意识流称为“副现象”。意识无法决定行为，就像时钟的铃声不能影响时间的流逝一样。 
赫胥黎通过测试反射行为来捍卫笛卡尔最初提出的自动行为主义。赫胥黎设定了一个假说：接受大脑切叶手术的青蛙在被抛入水中时仍然尝试游泳，尽管无法发起这一行动。他认为，游泳能力单纯取决于大脑中的分子变化，所以意识不是反射行为的必要条件。副现象主义主张，动物的疼痛只不过是神经生理学的结果。 
1870年，赫胥黎对一名法国士兵进行案例研究，该士兵在普法战争中被子弹击中，导致左顶骨骨折。这个士兵每隔几个星期就会进入恍惚状态，抽烟、穿衣服、像用步枪一样用他的手杖瞄准，而且对针刺、电击、气味物、醋、噪音和某些光线条件不敏感。赫胥黎借这项研究说明，意识对于执行这些目的性行动是不必要的，以此证实了“人是没有知觉的机器”这一假设。赫胥黎对待身体的机械论态度让他相信，大脑本身就足以就引发行为。
二十世纪早期，伊凡·巴甫洛夫、约翰·布罗德斯·华生和伯尔赫斯·弗雷德里克·斯金纳等科学行为主义者开始尝试揭示刺激与反应之间的关系，而不考虑内部心理现象。行为主义者不认同取消主义或心理虚构主义对内部心理现象的否定，相反，他们可以采纳副现象主义并认可心灵的存在。乔治·桑塔亚那（1905）认为，所有动作都仅有物理上的原因。由于意识只是生命的附属物而非必不可少的，所以自然选择使我们具有了无关乎意识活动的避开意外状况的本能倾向。到了20世纪60年代，科学行为主义遇到了实质性的困难，最后让位于认知革命。包括杰瑞·福多在内的参与者拒绝副现象主义，坚持心灵的有效性。福多甚至提到“副恐惧症”（epiphobia），指的是一个人在变成副现象主义者的过程中出现的恐惧。
自认知革命以来，有些人提出了其他形式的副现象主义。 1970年，基思·坎贝尔提出了所谓“新的副现象主义”：身体产生了一个精神心灵，但后者不会作用于前者。至于大脑如何引起一种精神意识，坎贝尔认为这注定会永远超出我们的理解（参见新神秘主义）。2001年，戴维·查尔莫斯和弗兰克·杰克逊提出，关于意识状态的陈述只可能从对于自然状态的陈述中先验地推导出来。他们给出了副现象主义这座桥梁，但却没能弥合物理世界与现象世界之间的解释性鸿沟。这些最近出现的副现象主义认为，只有心理状态的主观性的、定性的方面才是副现象的。举例来说：想象一下皮埃尔和一个机器人一起吃蛋糕。皮埃尔在行为进行的过程中意识到他在吃蛋糕，机器人则不然。这种主观经验通常被称为“感质”（quale，复数：qualia）。感质描述的是私人的“原感觉”，或主观的“它是什么样”，它是各种心理状态的内在伴随物。所以虽然皮埃尔和机器人都在做同样的事情，但只有皮埃尔有内在的意识经验。
例如，弗兰克·杰克逊（1982）曾经写道：
我就是那种所谓的“感质怪人”（qualia freak）。我认为，身体感觉尤其具有某些特征，除此之外，特定的知觉经验也有这种特征，这种知觉经验不包含任何纯粹的物理信息。告诉我所有物理性的东西也就是告诉我活的大脑中所发生的一切......但这并不会告诉我痛苦的伤害感、痒的发痒感和嫉妒带来的煎熬......
根据副现象主义的解释，像皮埃尔的愉快经验这样的心理状态（或者说：它们特别的感质）都是副现象；它们是体内物理过程的副作用或副产物。如果皮埃尔再咬一口蛋糕，也不是由于他第一次的愉悦引起的。要是皮埃尔说：“味道不错，所以我再吃一口”，他的言语行为不是由之前的愉悦感引起的，而更像是机体受刺激的自然结果。伴随大脑过程的意识经验不会产生因果效用。心灵似乎只是其他属性（如大脑的大小、通路激活同步）的副产品，而这些属性都是自适应的。
一些思想家对不同形式的副现象主义加以区分。在《意识的解释》中，丹尼尔·丹尼特区分出了纯粹形而上学意义上的副现象主义——其中副现象完全没有因果影响——与赫胥黎的“汽笛”（steam whistle）副现象主义——其中副现象存在影响，但不是功能上相关的。

## 支持观点
大量的神经生理学的研究数据可以为副现象主义提供佐证。最初的支持证据是所谓“预备潜能”（Bereitschaftspotential，readiness potential），它指的是在主体有意识做出决定行动之前的两秒钟内，可以记录到和这一意愿行动相关的电能活动（electrical activity ）。最近Benjamin Libet等人（1979）研究发现，一个刺激成为意识经验的一部分之前大概需要0.5秒，即便在这个反应时间测试中，被试者可以在200毫秒内对刺激作出反应。最近对事件相关电位的研究也表明，有意识的经历直到事件发生后300毫秒或更长时间的潜能（P3或更晚）的后期才会发生。在布雷格曼的听觉连续性错觉中，宽带噪声跟随纯音，噪音跟随着相同的纯音，似乎在整个噪声周期中都出现音调。这也意味着在有意识的经历发生之前处理数据的延迟。科普读物作者Tor Nørretranders把这种延迟叫做“使用者幻觉”，意味着我们只有有意识控制的幻觉，大多数行为都是由大脑的非意识部分自动控制的，有意识的大脑被置于旁观者的角色之下。
科学研究数据倾向于支持，意识经验都是由大脑中的非意识过程创造的（无意识过程变成意识经验）。这些结果可以被解释为，人们在决定行动的意识经验发生之前就已经有能力进行这一行动了。有些人论证说，这种研究为副现象主义提供了支持，因为它表明，我们决定去做一个行动的感觉其实是副现象；行动在决定之前就发生了，所以决定并没有引发出行动。

## 反对观点
反对副现象主义最有力的论证是自我矛盾论证：如果我们具有关于副现象主义的知识，那么我们的大脑知道了心灵的存在，但如果副现象主义是正确的，那我们的大脑就不应该知道任何关于心灵的知识，因为心灵不会对物理事实造成任何影响。
但有些哲学家不认为这是一个严格的反驳。例如Victor Argonov认为 ，副现象主义是一个存在问题的、但在经验上可以证伪的理论。他认为，个人心灵不仅仅来关于自世界中心灵存在的知识。任何一个生物（甚至僵尸）都有可能通过某种先天知识而具有关于心灵、心物问题的知识。原则上说，关于心灵的知识（及其充满疑问的特性：感质（qualia））可以在物质世界中隐秘地“被书写”下来。副现象主义可以认为，是上帝创造了无形的心灵和有形的人类行为这一精密“程序”，所以我们才有可能谈论心物问题。那种类型的副现象主义看上去太过怪异了，但却不能把它从纯理论的考虑中排除出去。然而Argonov表明，通过实验可以反驳副现象主义。如果可以找到意识的神经关联物，证明了人类对意识的讨论是由它们的引发的，这尤其可以反驳副现象主义。
包括丹尼尔·丹尼特在内的一些哲学家既不认同副现象主义，也不拒绝感质的存在。 同样，吉尔伯特·赖尔彻底反对笛卡尔式的“机器中的幽灵”学说，认为这是个范畴错误。感质或意识经验并不属于这一解释中所涉及的对象范畴，而属于从事行动方式的范畴。
功能主义者宣称，心灵状态已经由它们的总体形象、它们在整个生命机体中的活动很好的说明了。“这种学说基于亚里士多德的灵魂观念，在霍布斯把心灵看作是‘计算机器’的观点中也能找到痕迹，却在二十世纪最后三十年间才得到彻底说明（并普遍合法化）”就中介刺激和反应而言，心理功能类似于自动机理论中的一个处理输入/输出的程序。原则上说，多重实现会保证避免平台依赖性，无论是在硬件和操作系统的意义上说，还是（假设）在生物学和哲学上说都是如此。因为一门高级语言是一种对发展最复杂的程序的实践性要求，功能主义暗示了一门非还原的物理主义将具备类似的优势，它优于那种严格的取消式物质主义。
取消式唯物主义坚信“大众心理学”是不科学的，因此最好取消那些基本概念，如心灵、欲望、信念等等，这有利于以后的神经学-科学式的解释。J. L. 麦基的错论则处在一种更温和的立场，它认为错的信念应该从心灵概念中剥离出去，但却不取消概念本身，合法的核心含义仍然保持不变。
Benjamin Libet的结论被引用来支持副现象主义，但他仍然认为主体具有“否定意识”，因为预备潜能并非始终会导致一个行为的。在《自由的演化》中，丹尼爾·丹尼特 认为“不存在自由意志”的结论是基于一些关于意识位置的可疑假设之上的，此外他又对Libet结论的精密性和合理性提出质疑。
神经科学家Adina Roskies和认知理论学家Tim Bayne、Alfred Mele也对Libet式的研究结论提出批评。
另一些人认为，诸如预备潜能这样东西同样也可以摧毁副现象主义的基础，这些经验有赖于主体在某一时间点的报告，而这又是在意识经验和意识决定发生时出现的，因此有赖于主体有意识地表现一个行为的能力。该能力在早期的副现象主义看来是不可接受的，赫胥黎就曾
明确表示，意识是“完全没有任何力量的……就像伴随着火车引擎运作的汽笛是不会反过来影响机器运转的”。
Adrian G. Guggisberg 和 Annaïs Mottaz也反对副现象主义的结论。
Aaron Schurger和其他同事发表在PNAS上的研究成果反驳了关于预备潜能（以及一般神经活动的“前运动积累”）的因果性本质的假设，由此否定了Libet和Fried的研究结论。
出于对交互主义的支持，Celia Green （2003）论证了副现象主义甚至不能对实体二元论提出的交互问题给出一个另人满意的出路。根据Green的说法，尽管副现象主义并不会推导出实体二元论，但它暗示了一种单向形式的交互主义，这同实体二元论包含的双向形式的交互主义同样缺乏说服力。
Donald Symons 从进化的视角消解了副现象主义。他认为，心灵是大脑活动的副现象这一观点不符合进化论，因为如果心灵是无用处的（functionless），那它早就应该消失，被生命的演化所淘汰了。 

## 相关文献
- Chalmers, David. (1996) The Conscious Mind: In Search of a Fundamental Theory, Oxford: Oxford University Press.
- Dennett, Daniel. (2003) Freedom evolves.
- Green, Celia. (2003) The Lost Cause: Causation and the Mind-Body Problem,  Oxford: Oxford Forum.
- Huxley, Thomas. (1874) "On the Hypothesis that Animals are Automata, and its History", The Fortnightly Review, n.s. 16, pp. 555–580. Reprinted in Method and Results: Essays by Thomas H. Huxley (New York: D. Appleton and Company, 1898).
- Jackson, Frank. (1982) "Epiphenomenal Qualia", The Philosophical Quarterly, 32, pp. 127–136. Online text （页面存档备份，存于）
- James, William. (1890) The Principles of Psychology, Henry Holt And Company. Online text （页面存档备份，存于）
- Libet, Benjamin; Wright, E. W.; Feinstein, B.; Pearl, D. K. . Brain: 191–221. doi:10.1093/brain/102.1.193.
- Libet, Benjamin. . Behavioral and Brain Sciences. 1985, 8: 529–566. doi:10.1017/s0140525x00044903.
- Robinson, William. (2003) "Epiphenomenalism", The Stanford Encyclopedia of Philosophy, Edward Zalta (ed.). Online text （页面存档备份，存于）
- Walter, Sven.  (2007) "Epiphenomenalism," The Internet Encyclopedia of Philosophy, James Fieser and Bradley Dowden (eds.). Online text （页面存档备份，存于）